# Remission (Skinny Puppy)
Remission è un EP del gruppo musicale canadese Skinny Puppy, pubblicato nel 1984.

## Tracce
- Versione EP (originale)

1. Smothered Hope – 5:14
2. Glass Houses – 3:24
3. Far Too Frail – 3:41
4. Solvent – 4:37
5. Sleeping Beast – 6:01
6. Brap… – 1:12

- Versione LP (reissue)

1. Smothered Hope – 5:14
2. Glass Houses – 3:21
3. Incision – 4:41
4. Far Too Frail – 3:43
5. Film – 2:51
6. Manwhole – 1:44
7. Ice Breaker – 2:46
8. Solvent – 4:38
9. Sleeping Beast – 6:01
10. Glass Out – 3:25
11. ...Brap – 1:09

## Formazione
- Nivek Ogre - voce, tastiere, sintetizzatori, corno, percussioni
- cEvin Key - sintetizzatore, batteria, percussioni, effetti, produzione, voce
- Dave Ogilvie - produzione, ingegneria
- Wilhelm Schroeder - synth bass in Incision, Manwhole, Ice Breaker
- D. Plevin - basso in Glass Houses